# Брожа (станція)
Брожа (біл. Брожа) — залізнична станція Могильовського відділення Білоруської залізниці на лінії Бобруйськ — Рабкор між зупинними пунктами Глібова Рудня та Орсичі. Розташована у селищі Брожа Бобруйського району Могильовської області.

## Історія
У 1916—1920 роках на станції діяв лісопильний завод, на якому станом на 1918 рік працювало 75 робітників.